# Ондржей Філіп Квітайнер
Ондржей Філіп Квітайнер (чеськ. Ondřej Filip Quitainer 30 листопада 1679, Фрідлант, Німеччина —  2 червня 1729, Чехія у складі Монархії Габсбургів) — чеський скульптор і рязьбяр зламу 17-18 ст., німець за походженням. Справжнє ім'я Андреас Квітайнер.

## Життєпис
Збережено мало відомостей про ранні роки майбутнього скульптора. Він німець за походженням і його справжнє ім'я Андреас Квітайнер. В історію чеського мистецтва він увійшов під слов'нською назвою його імені як Ондржей Філіп Квітайнер.
Хлопця хрестили у Фрідланті. Його батько був різьбяр на ім'я Йоган Валентин Квітайнер. У документах, знайдених у місті Прага, Ондржей Філіп згаданий вперше у 1694 році. Під час перебування і праці у Празі він пошлюбився з місцевою пані, звістка про вінчання скульптора датована 7 листопада 1700 року, тобто йому було на той час 21-22 роки.
Дослідники вважають, що скульптор не мав значних замов і його фінансовий стан оцінюють як доволі скромний. Так, він був вимушений наймати квартиру, де мешкав роками. Неможливість заробляти достатньо примушувала митця братися за замови попри Прагу. Так, у період 1709-1715 рр. він працював у Німеччині у місті Людвігсбург (нині земля Баден-Вюртемберг). У Прагу він звернувся після праці у місті Людвігсбург, де його майстерність зросла і його авторитет як митця збільшився.

## Квітайнер і Брокоф
Залишається невирішеним питання про учнівство празького скульптора Фердинанда Брокофа (1688-1731). Брокоф сам походив з родини чеських скульпторів, але на ранньому етапі працював у провінційній стилістиці. Перебування у Празі вплинуло на художню свідомість провінційного скульптора, позаяк стиль бароко плідно розвинувся у місті і тут можна було побачити цілу галерею першовартісних творів австрійських і німецьких майстрів (барокові вівтарі, надгробки, садово-паркова скульптура).
Пряме учнівство Фердинанда Брокофа в Ондржея Квітайнера не доведено, хоча твори Брокофа являють паралельні пошуки й деяку близькість стилістики.

## Твори скульптора

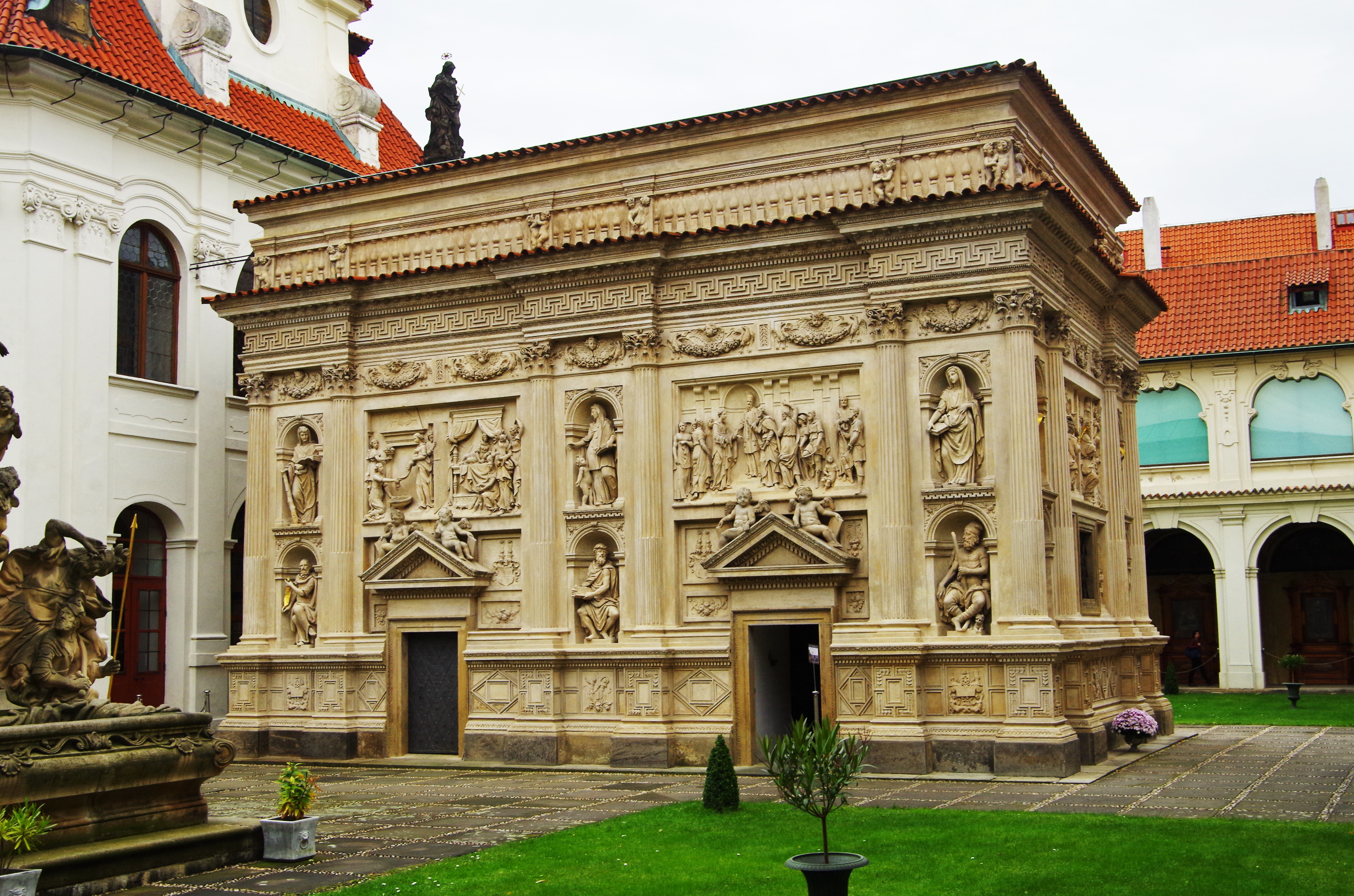
Дворик Лорети у місті Прага, скульптурний декор калиці Діви Марії

До найранніх творів митця відносять релігійну скульптуру у Прибрамі (Свята Гора). Для храму були створені фігура св. Йоакима та погруддя, що являли біблійних родичів Богородиці. Але вони грубуваті і не явили кращих сторін обдарування скульптора. 
У місті Людвігсбурн були створені декоративні скульптури Атласа та сфінксів. У містечку Дольни Брежани він створив розп'ятого Христа та Марію Магдалину.
Серед збкережених творв митця, що дійшли до початку 21 ст. — декоративні твори у Чернінському палаці. Відповідальним явищем у творчому житті митця була і праця над скульпторним декором у Лореті, значному церковному центрі міста Прага.

## Син і помічник
Ондржей Філіп мав сина, що теж став скульптором. Ян Антонін Квітайнер (1709-1765)  працював разом із батьком і був його учнем і помічником.